# Икарус ШМ
Ikarus ŠM (Икарус ШМ) — югославский двухместный одномоторный биплан, летающая лодка, разработанный инженером Иосифом Миклом на заводе Ikarus. Самолёт предназначался для тренировок Королевских ВМС Югославии.

## Проектирование и разработка
В течение 1921-1922 годов инженер Иосиф Микл и его коллеги из ВВС разработали проектные и производственные чертежи нового учебного гидросамолёта-биплана. Чертежи гидросамолёта инженер Микл предложил Министерству армии и Королевских ВМС Югославии, которое сразу закупило Ikarus ŠM. Контракт был подписан в начале 1924 года. Чертежи  были переданы заводу Ikarus, который приступил к работе над первой партией из шести самолётов.
Прототип был завершён к концу октября 1924 года. Первый полёт состоялся 10 ноября того же года на реке Дунай в Нови-Саде. Лётчиком-испытателем был Димитрий Коньович. Испытательные полёты были проведены 25 ноября. Официальная правительственная комиссия на основании испытательных полётов пришла к выводу, что гидросамолёт полностью соответствует требованиям. Официальным названием самолёта было «ŠM», сокращение от «Škola Marinaca» (рус. — «морская школа»). В ВМС самолёт прозвали «Ŝimika» (рус. — «Шимика»). В конце апреля 1925 года правительство Кумбора добилось передачи военно-морской авиации первой партии из шести самолётов. В течение этого года военно-морской авиации Кумбора были переданы шесть самолётов Ikarus ŠM, оснащённые чехословацкими двигателями Blesk мощностью 100 л. с. (74 КВт.).
В ходе серийного производства самолёт Ikarus ŠM оснащался различными двигателями. Помимо двигателя Blesk, это были немецкие двигатели Mercedes мощностью 100 л. с. (74 КВт.), 120 л. с. (89 КВт.) и 160 л. с. (118 КВт.).

## История эксплуатации
В общей сложности было произведено 42 самолёта Ikarus ŠM. В Королевских ВМС Югославии самолёт использовался в течение 18 лет до апреля 1941 года. «Ŝimika» хорошо управлялся в условиях шторма, а благодаря уступчивому[неизвестный термин] корпусу легко взлетал с воды, поэтому он хорошо подходил для учений. В основном «Ŝimika» использовался для базовой подготовки пилотов в ВВС и ВМС. Помимо этого, Ikarus ŠM часто использовался и для других задач. Так, например, самолёт использовался для транспортировки офицеров, отправки почтовых заказов, картографических и гидрологических исследований. Кроме того, он мог быть буксировщиком мишеней для учебных стрельб. Модификации ŠM.1 использовались для разведки побережья, обнаружения минных заграждений, а также для корректировки огня береговой артиллерии и координации действий военно-морских и сухопутных сил.
Лейтенант Юджин Шоштарич на самолёте Ikarus ŠM установил первый югославский рекорд максимальной высоты полета. 29 октября 1929 года, Юджин на самолёте, оснащённом стандартным двигателем Mercedes мощностью 120 л. с. (89 КВт.) достиг высоты 6720 метров.
В начале 1936 года два самолёта были приписаны к аэроклубам в Сплите и Сусаке. Согласно итальянским источникам, в 1941 году были захвачены четыре неисправных самолёта Ikarus ŠM. О их судьбе ничего не известно, предполагается, что они были уничтожены.

## Характеристики

#### Основные характеристики
- Экипаж: 2 чел;
- Длина: 9,75 м.;
- Размах крыльев: верхнего крыла: 14,5 м.; нижнего крыла: 11,5 м.;
- Высота: 3,89 м.;
- Масса: 730 кг.;
- Летная масса: 1010 кг.;
- Силовая установка: 1 × 6-цилиндровый рядный двигатель Mercedes D II мощностью 100 л. с. (74 КВт.).

#### Летные характеристики
- Максимальная скорость: 120 км/ч;
- Дальность полета: 360 км.;
- Максимальная высота полета: 3000 м.

## Модификации
На Ikarus ŠM было установлено три двигателя разной мощности. От этого отличались лётные характеристики самолета.

#### Ikarus ŠM 100 (Mercedes D II мощностью 100л. с.(74КВт.))
- Масса: 730 кг.;
- Летная масса: 1010 кг.;
- Максимальная скорость: 120 км/ч;
- Дальность полета: 360 км.;
- Максимальная высота полета: 3000 м.

#### Ikarus ŠM 120 (Mercedes D II мощностью 120л. с.(89КВт.))
- Масса: 800 кг.;
- Летная масса: 1150 кг.;
- Максимальная скорость: 126 км/ч;
- Дальность полета: 280 км.;
- Максимальная высота полета: 5000 м.

#### Ikarus ŠM 160 (Mercedes D II мощностью 160л. с.(118КВт.))
- Масса: 900 кг.;
- Летная масса: 1180 кг.;
- Максимальная скорость: 140 км/ч;
- Дальность полета: 280 км.;
- Максимальная высота полета: 5000 м.